# Sent Breç (Gard)
Sent Breç (en francès Saint-Brès) és un municipi francès situat al departament del Gard i a la regió d'Occitània.